# Portret Władysława Reymonta
Portret Władysława Reymonta – obraz olejny autorstwa Jacka Malczewskiego, namalowany w roku 1905. Obecnie dzieło znajduje się w zbiorach Muzeum Narodowego w Warszawie.